# Hilversum
Hilversum város Hollandiában, Észak-Holland tartományban, annak Gooi nevű megyéjében, aminek a központja és legnagyobb települése. Hilversum Európa egyik legnagyobb agglomerációs területe. Itt található a holland média központja.

## Fekvése
Hilversum Amszterdamtól 24 km-re, délkeleti irányban fekszik, Utrecht-től pedig 9.3 km-re, északra található. 

## Története

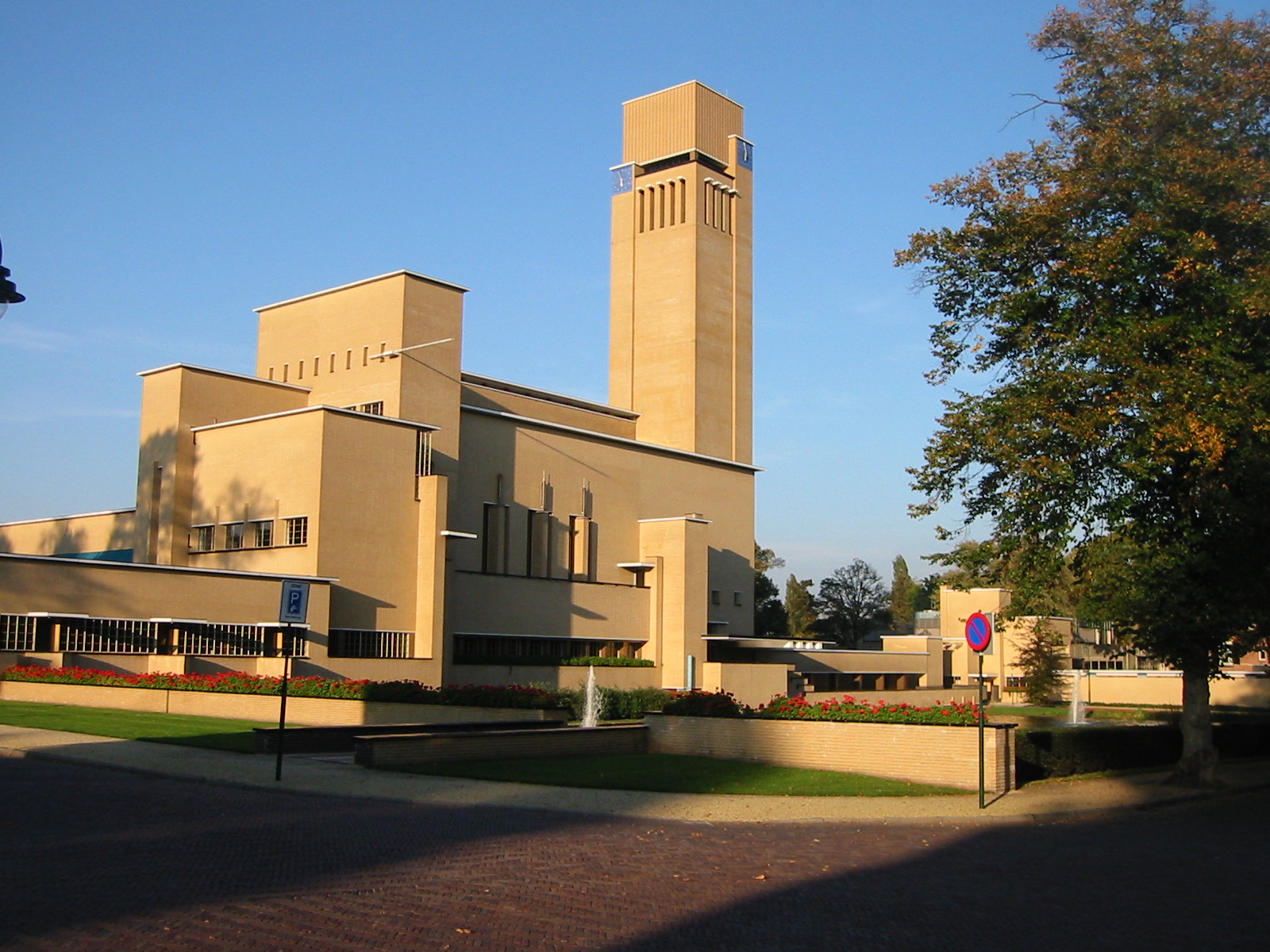
A városháza

A mai város területén talált leletek arra utalnak, hogy az első emberek i. e. 1200 környékén telepedtek meg ezen a területen. Az első település a területen 900 körül alakulhatott meg, Hilversum nevét 1305-ben említi először oklevél. A falu ekkortájt fontos gazdasági központ lehetett, főleg a juhtenyésztés volt elterjedve. 1424-ben ismerték el, mint független várost. A 17. században a település tovább nőtt, és összekötő csatornákat építettek Amszterdam és közötte. 1725-ben és 1766-ban tűzvész pusztította el a város központját. Az újjáépítés után a város vezetése inkább a textiliparra koncentrált, ez indította újjá a település gazdaságát. 
A Nederlandse Seintoestellen Fabriek (NSF) cég az 1920-as évek elején egy professzionális televízió- és rádióüzemet hozott létre Hilversumban. 
A második világháborúban, Hollandia német megszállása idején Hilversum volt a Heer hollandiai székhelye. 1948-ban a Philips is ide költözött. Népességének rekordját 1964-re érte el, amikor nagyjából 103 000 ember élt a településen. Ettől kezdve 2006-ig folyamatosan csökkent a város népessége, ám ezután ismét növekedésnek indult. 2002-ben itt gyilkolták meg Pim Fortuyn politikust.

## Kultúra
Itt élt Barend Cornelis Koekkoek festőművész, és itt rendezték az 1958-as Eurovíziós dalfesztivált. 

## Közlekedés

### Vasút
Hilversum három vasútállomással rendelkezik:
- Hilversum vasútállomás
- Hilversum Sportpark vasútállomás
- Hilversum Media Park vasútállomás

### Autóbusz
Hilversumban a legtöbb buszvonalat a Connexxion vállalat üzemelteti, melynek székhelye is ott található. Emellett további járatokat tartanak fenn a Syntus Utrecht és a Pouw Vervoer vállalatok.

### Légi közlekedés
A város rendelkezik egy füves leszállópályával működő, kisgépes repülőtérrel. Elsősorban sportcélokra használják.

## Média
Hilversumot a hollandok gyakran emlegetik mediastad, azaz médiaváros néven. Ennek oka, hogy a város az ország  rádiós- és televíziós műsorszolgáltatás fő központja. Hilversum ad otthont a Mediapark nevű, hatalmas komplexumnak, ahol rádió- és televízióstúdiók találhatóak. Itt van a holland közmédia (NOS) székhelye, és még sok más, kereskedelmi csatornáé is.

## Fordítás
- Ez a szócikk részben vagy egészben  a   Hilversum című holland Wikipédia-szócikk ezen változatának fordításán alapul.  Az eredeti cikk szerkesztőit annak laptörténete sorolja fel. Ez a jelzés csupán a megfogalmazás eredetét és a szerzői jogokat jelzi, nem szolgál a cikkben szereplő információk forrásmegjelöléseként.